# Kiss Árpád (politikus)
Kiss Árpád (Cinkota, 1918. augusztus 28. – Szvetozarevo közelében, Szerbia, 1970. július 11.) Kossuth-díjas (1954) mérnök, politikus, parlamenti képviselő.

## Életpályája
1944-ben munkaszolgálatra hívták be, de megszökött. 1945-től a Ganz Vagon- és Villamossági Gyár váltóáram-szerkesztési osztályának vezetője. 
1950-től a Nehézipari Minisztérium műszaki fejlesztési osztályának vezetőjeként dolgozott, majd 1950. augusztus 4-étől könnyűipari miniszter. 1953 és 1967 között parlamenti képviselő. 1954-től 1956-ig az MDP Központi Vezetőségének, 1956-tól 1970-ig az MSZMP Központi Bizottságának tagja. 1954. október 30. és 1956. július 30. között vegyipari és energiaügyi miniszter, az Országos Tervhivatal elnöke (1956. október 26–31. és 1957. május 9. – 1961. szeptember 13.). Az Országos Műszaki Fejlesztési Bizottság elnöke miniszteri rangban (1961. szeptember 13. – 1967. április 14.), majd mint a kormány tagja (1967. április 14. – 1970. július 11.).
Az Országos Atomenergetikai Bizottság elnöki tisztét is betöltötte (1967-től). A magyar iparfejlesztés és tudományos-technikai haladás egyik legfőbb szervezője volt. Autóbaleset áldozata lett. Nem tisztázott, hogy baleset vagy merénylet történt, az anyag 70 évre titkosítva lett.